# Dominik Piła
Dominik Piła (ur. 6 maja 2001 w Świdnicy) – polski piłkarz występujący na pozycji prawego obrońcy w polskim klubie Cracovia.

## Kariera klubowa

### Chrobry Głogów
W 2017 roku dołączył do akademii Chrobrego Głogów. 1 lipca 2019 roku podpisał pierwszy profesjonalny kontrakt z klubem. Zadebiutował 26 lipca 2019 w meczu I ligi przeciwko Olimpii Grudziądz (5:0). Pierwszą bramkę zdobył 27 listopada 2019 w meczu ligowym przeciwko Olimpii Grudziądz (2:2). W sezonie 2021/22 jego zespół zajął 6. miejsce w tabeli, co zapewniło udział w barażach o grę w Ekstraklasie. W pierwszym meczu jego drużyna pokonała Arkę Gdynia (0:2), w którym Piła zdobył jedną z bramek. W finale jego drużyna przegrała z Koroną Kielce (3:2 p.d.), która awansowała do najwyższej ligi.

### Lechia Gdańsk
4 stycznia 2022 roku podpisał kontrakt z klubem Lechia Gdańsk, obowiązujący od 1 lipca 2022 roku. Zadebiutował 14 sierpnia 2022 w meczu Ekstraklasy przeciwko Radomiakowi Radom (4:1).

### Cracovia
16 czerwca 2025 roku został piłkarzem Cracovii, z którą podpisał kontrakt do 30 czerwca 2028 roku. Zadebiutował 18 lipca 2025 w meczu Ekstraklasy przeciwko Lechowi Poznań (wynik 1:4 dla Cracovii).

## Kariera reprezentacyjna

### Polska U-20
19 sierpnia 2021 roku otrzymał powołanie do reprezentacji Polski U-20. Zadebiutował 2 września 2021 w meczu U20 Elite League przeciwko reprezentacji Włoch U-20 (0:2). Pierwszą bramkę zdobył 11 października 2021 w meczu U20 Elite League przeciwko reprezentacji Norwegii U-20 (1:5).

## Statystyki

### Klubowe
(aktualne na dzień 24 maja 2025)
| Klub               | Sezon              | Liga               | Liga  | Liga   | Puchar kraju | Puchar kraju | Inne  | Inne   | Suma  | Suma   |
| Klub               | Sezon              | Liga               | Mecze | Bramki | Mecze        | Bramki       | Mecze | Bramki | Mecze | Bramki |
| ------------------ | ------------------ | ------------------ | ----- | ------ | ------------ | ------------ | ----- | ------ | ----- | ------ |
| Chrobry Głogów     | 2019/20            | I liga             | 8     | 1      | 1            | 0            | –     | –      | 9     | 1      |
| Chrobry Głogów     | 2020/21            | I liga             | 19    | 1      | 1            | 0            | –     | –      | 20    | 1      |
| Chrobry Głogów     | 2021/22            | I liga             | 35    | 5      | 1            | 0            | 2     | 1      | 38    | 6      |
| Chrobry Głogów     | Ogólnie            | Ogólnie            | 62    | 7      | 3            | 0            | 2     | 1      | 67    | 8      |
| Lechia Gdańsk      | 2022/23            | Ekstraklasa        | 15    | 0      | 1            | 0            | –     | –      | 16    | 0      |
| Lechia Gdańsk      | 2023/24            | I liga             | 28    | 2      | 1            | 0            | –     | –      | 29    | 2      |
| Lechia Gdańsk      | 2024/25            | Ekstraklasa        | 34    | 1      | 1            | 0            | –     | –      | 35    | 1      |
| Ogólnie            | Ogólnie            | Ogólnie            | 77    | 3      | 3            | 0            | 0     | 0      | 80    | 3      |
| Ogólnie w karierze | Ogólnie w karierze | Ogólnie w karierze | 139   | 10     | 6            | 0            | 2     | 1      | 147   | 11     |

### Reprezentacyjne
(aktualne na dzień 10 września 2022)
| Reprezentacja | Rok     | Mecze | Bramki |
| ------------- | ------- | ----- | ------ |
| Polska U-20   |         |       |        |
| 2021          | 4       | 2     |        |
| 2022          | 2       | 0     |        |
| Ogólnie       | Ogólnie | 6     | 2      |

| Mecze i gole w reprezentacji | Mecze i gole w reprezentacji | Mecze i gole w reprezentacji | Mecze i gole w reprezentacji | Mecze i gole w reprezentacji | Mecze i gole w reprezentacji | Mecze i gole w reprezentacji | Mecze i gole w reprezentacji |
| Lp.                          | Data                         | Miejsce                      | Gospodarz                    | Gość                         | Wynik                        | Gol                          | Rozgrywki                    |
| ---------------------------- | ---------------------------- | ---------------------------- | ---------------------------- | ---------------------------- | ---------------------------- | ---------------------------- | ---------------------------- |
| 1.                           | 02.09.2021                   | Łomża                        | Polska U-20                  | Włochy U-20                  | 0:2                          |                              | U20 Elite League             |
| 2.                           | 07.09.2021                   | Oeiras                       | Portugalia U-20              | Polska U-20                  | 0:0                          |                              | U20 Elite League             |
| 3.                           | 07.10.2021                   | Rzeszów                      | Polska U-20                  | Niemcy U-20                  | 0:0                          |                              | U20 Elite League             |
| 4.                           | 11.10.2021                   | Lillestrøm                   | Norwegia U-20                | Polska U-20                  | 1:5                          | Gol · Gol                    | U20 Elite League             |
| 5.                           | 25.03.2022                   | Bielsko-Biała                | Polska U-20                  | Anglia U-20                  | 2:0                          |                              | U20 Elite League             |
| 6.                           | 28.03.2022                   | Frydek-Mistek                | Czechy U-20                  | Polska U-20                  | 2:0                          |                              | U20 Elite League             |